# Мексінень
Мексінень, Мексінені (рум. Măxineni) — село у повіті Бреїла в Румунії. Входить до складу комуни Мексінень.
Село розташоване на відстані 162 км на північний схід від Бухареста, 29 км на північний захід від Бреїли, 30 км на захід від Галаца.

## Населення
За даними перепису населення 2002 року у селі проживали 1585 осіб.
Національний склад населення села:
| Національність | Кількість осіб | Відсоток |
| -------------- | -------------- | -------- |
| румуни         | 1553           | 98,0%    |
| цигани         | 30             | 1,9%     |

Рідною мовою назвали:
| Мова      | Кількість осіб | Відсоток |
| --------- | -------------- | -------- |
| румунська | 1553           | 98,0%    |
| циганська | 30             | 1,9%     |